# Glossario delle abbreviazioni aeronautiche
Questa lista è suscettibile di variazioni e potrebbe essere incompleta o non aggiornata.

I termini sono inseriti nel formato
- Acronimo - significato in inglese - significato in italiano. [acronimi inglesi]
- Acronimo - significato in italiano. [acronimi italiani]

Le parentesi quadre indicano eventuali informazioni aggiuntive da aggiungere al messaggio.

## A
- AAAVTAG - Azienda Autonoma Assistenza al Volo Traffico Aereo Generale (acronimo non più in uso a seguito della trasformazione dell'Azienda in Ente - ENAV, successivamente trasformato in società per azioni)
- A/A - Air-to-Air - Aria/Aria
- A/C - Aircraft - Aeromobile
- A/P - Auto Pilot - Autopilota
- A/T - Auto Throttle - Automanetta
- A/THR - Auto Throttle / Autothrust - Automanetta / Spinta automatica
- AAIM - Aircraft-based Autonomous Integrity Monitoring - Controllo dell'Integrità dei Dati GPS e INS
- AAD - Assigned altitude deviation - Scostamento dall'altitudine assegnata alla quota di volo
- AAL - Above aerodrome level - Al di sopra del livello dell'aeroporto
- AAR - Air-to-Air Refueling
- ABAS - Aircraft-Based Augmentation Systems - Sistema che integra informazioni GNSS di altri sistemi con informazioni dell'aeromobile
- ABI - Advance boundary information
- ABM - Abeam - Al traverso di...
- ABN - Aerodrome beacon - Faro di aerodromo
- ABT - About - Circa
- ABV - Above - Al di sopra di
- AC - Altocumulus - Altocumulo
- ACARS - Aircraft communication addressing and reporting system - Sistema di comunicazione terra-bordo-terra ARINC
- ACAS - Airborne collision avoidance system - Sistema anticollisione in volo TCAS
- ACC - Area control centre o area control - Centro di Controllo Regionale o Controllo di Regione
- ACCID - Notification of an aircraft accident - Notifica di un incidente aereo
- ACE - Actuator Control Electronic - Sistema di controllo elettronico degli attuatori
- ACFT - Aircraft - Aeromobile
- ACK - Acknowledge - Accettazione
- ACL - Altimeter check location - Luogo per il controllo degli altimetri
- ACMI - Aircraft,Crew,Maintenance and Insurance - Voci di addebito dei costi operativi, nel caso di noleggio di un aereo
- ACN - Aircraft classification number - Numero di classificazione dell'aeromobile
- ACP - Acceptance message - Messaggio di accettazione
- ACPT - Accept  o  Accepted - Accetto oppure Accettato
- ACT - Active o Activated  o  Activity - Attivo o Attivato o Attività
- AD - Aerodrome - Aerodromo, aeroporto
- ADA - Advisory Area - Regione a servizio consultivo
- ADC - Aerodrome chart - Carta d'aerodromo
- ADDN - Area addition  o Additional - Aggiunta o Supplementare
- ADF - Automatic direction-finding equipment - radiogoniometro automatico collegato al sistema NDB
- ADI - Attitude director indicator Indicatore d'assetto
- ADIZ - Air defence identification zone - Zona di identificazione di difesa aerea
- ADJ - Adjacent - Adiacente
- ADR - Advisory route - Rotta a servizio consultivo
- ADR - Accident Data Recorder  - Registratore di Dati di Incidente
- ADS - Automatic dependent surveillance - Sorveglianza dipendente automatica
- ADSU - Automatic dependent surveillance unit - Ente per la sorveglianza dipendente automatica
- ADVS - Advisory service - Servizio consultivo
- ADZ - Advise - Avvisare, rendere noto
- AEO - All Engines Operative
- AES - Aircraft earth station - Stazione a terra per aeromobili
- AF - Arc to a Fix - Arco di cerchio centrato su un fix
- AFC - Area forecast centre - Centro previsioni d'area [Meteo]
- AFCS - Automatic Flight Control System - Sistema del controllo del volo
- AFIL - Flight plan filed in the air - Piano di volo compilato in volo
- AFIS - Aerodrome flight information service - Servizio Informazioni Volo Aeroportuale
- AFIU - Ente Informazioni Volo Aeroportuale
- AFM - “Aeroplane Flight Manual”
- AFS - Aeronautical fixed service - Servizio fisso aeronautico
- AFT - After - Dopo [ora e/o luogo]
- AFTN - Aeronautical fixed telecommunication network - Rete del Servizio fisso delle Telecomunicazioni Aeronautiche
- A/G - Air-to-ground - Aria/Terra
- AGA - Aerodromes, air routes and ground aids - Aeroporti, rotte aeree e aiuti a terra
- AGL - Above ground level - Al di sopra del livello del suolo
- AGN - Again - Ancora
- AIC - Aeronautical information circular - Circolare di informazioni aeronautiche
- AIP - Aeronautical information publication - Pubblicazione di informazioni aeronautiche
- AIRAC - Aeronautical information regulation and control - Regolamentazione e controllo delle informazioni aeronautiche
- AIREP - Air-report - Rapporto di volo
- AIRMET - Informazioni relative ai fenomeni meteorologici in rotta che possono influenzare la sicurezza delle operazioni degli aeromobili a bassa quota
- AIS - Aeronautical information service - Servizio informazioni aeronautiche
- AISAS - Aeronautical information services automated system - Sistema automatizzato servizi informazioni aeronautiche
- ALA - Alighting area Area di atterraggio/ammaraggio
- ALERFA - Alert phase - Fase di allarme del Servizio di allarme
- ALR - Alerting message - Messaggio d'allarme
- ALRS - Alerting service - Servizio di allarme
- ALS - Approach Lighting System - Sistema luminoso di avvicinamento
- ALT - Altitude - Altitudine
- ALTN - Alternate aerodrome  - Aeroporto alternato
- AMA - Area minimum altitude - Minima altitudine di zona
- AMC - Airspace Management Cell - Cellula di gestione dello spazio aereo
- AMD - Amend o  Amended - Variare oppure variato
- AMDT - Amendment o AIP amendment - Variante oppure Variante AIP
- AMI -  Aeronautica Militare Italiana
- AMS - Aeronautical mobile service - Servizio mobile aeronautico
- AMS - Apron Management Service - Servizio Apron
- AMSL - Above mean sea level - Al di sopra del livello medio del mare
- AMSS - Aeronautical mobile satellite service - Servizio mobile satellitare aeronautico
- ANC - Aeronautical chart - Carta aeronautica scala 1:500.000 [seguita da nome/titolo]
- ANCS - Aeronautical chart small scale - Carta aeronautica scala ridotta [seguita da tipo e nome/titolo]
- ANS - Answer - Risposta
- ANS - Air Navigation Services - Servizi di navigazione aerea
- ANSP - Air Navigation Service Provider - Fornitore del servizio della navigazione aerea
- ANSV - Agenzia Nazionale Sicurezza Volo
- AOC - Aerodrome obstacle chart - Carta degli ostacoli aeroportuali
- AOC - Air Operator Certificate - Certificato di operatore aereo
- AP - Autopilot - Autopilota
- APAPI - Abbreviated precision approach path indicator - Indicatore di planata ridotto per avvicinamenti di precisione
- APC - Aeronautical Public Correspondance
- APCH - Approach - Avvicinamento
- APDC - Aircraft parking/docking chart - Carta di rullaggio e parcheggio per aeromobili [seguita da nome/titolo)]
- APN - Apron - Piazzale
- APP - Approach control office Ente di controllo di avvicinamento
- APR - April- Aprile
- APRX - Approximate o  approximately - Approssimato oppure approssimativamente
- APSG - After passing - Dopo il passaggio
- APU - Auxiliary Power Unit - Generatore di Corrente di Bordo Ausiliare
- APV - Approve o approved - Approvare oppure approvato
- APV - Approach (procedure) with vertical guidance - Avvicinamento con guida verticale
- ARC - Area chart - Carta d'area
- ARCC - Aeronautical Rescue Co-ordination Centre - Centro di coordinamento del soccorso aeronautico
- ARINC - Aeronautical Radio, Inc. - traduzione non disponibile
- ARINC 424 - Standard de facto per gli FMS dell'Aeronautical Radio, Inc.
- ARNG - Arrange - Disporre
- ARFo - Area forecast - Previsione di area [meteo]
- ARO - Air traffic services reporting office - Ufficio informazioni dei servizi del traffico aereo
- ARP - Aerodrome reference point - Punto di riferimento dell'aeroporto
- ARP - Air-report - Rapporto in volo [indicatore del tipo di messaggio]
- ARQ - Automatic error correction - Correzione automatica dell'errore
- ARR - Arrive o arrival - Arrivare oppure Arrivo oppure Messaggio di arrivo [indicatore del tipo di messaggio]
- ARS - Special air-report - Rapporto speciale in volo [designatore di messaggio]
- ARST - Arresting - Di arresto [specificare il dispositivo di arresto dei velivoli o parte dello stesso]
- AS - Altostratus - Altostrati
- ASC - Ascend to... o  ascending to... - Salire a... oppure salendo a...
- ASDA - Accelerate-stop distance available - Distanza disponibile per accelerazione-arresto pista d'atterraggio
- ASMI - Aerodrome surface movement indicator - Indicatore dei movimenti a terra di aerodromo
- ASPH - Asphalt - Asfalto
- ATA  - Actual time of arrival - orario effettivo di arrivo -
- ATC - Air traffic control - Controllo del Traffico Aereo [generico]
- ATCO - Air traffic controller - Controllore del Traffico Aereo
- ATD - Actual time of departure - orario effettivo di partenza
- ATFM - Air traffic flow management - Gestione del flusso di traffico aereo
- ATIS - Automatic terminal information service - Servizio automatico di informazioni terminali
- ATM - Air traffic management - Gestione traffico aereo
- ATN - Aeronautical telecommunication network - Rete telecomunicazioni aeronautiche
- ATO - Actual time over - orario effettivo su un punto
- ATP - At... - A... [ora e/o luogo]
- ATS - Air traffic services - Servizi del traffico aereo
- ATS - Applications Technology Satellite
- ATSU - Air traffic services unit - unità civile o militare responsabile della gestione del traffico aereo.
- ATT - Along Track Tolerance - Tolleranza lungo la rotta
- ATTN - Attention - Attenzione
- AT-VASIS - Abbreviated T visual approach slope indicato system - Sistema indicatore visivo dell'angolo di avvicinamento ridotto
- ATZ - Aerodrome traffic zone - Zona di traffico di aeroporto
- AUG - August - Agosto
- AUTH - Authorized o authorization - Autorizzato oppure autorizzazione
- AUW - All up weight - Peso totale
- AUX - Auxiliary - Ausiliario/di riserva
- AVASIS - Abbreviated visual approach slope indicator system - Sistema indicatore visivo ridotto della pendenza di avvicinamento
- AVBL - Available o  availability - Disponibile oppure disponibilità
- AVG - Average - Media
- AVGAS - Aviation gasoline - Benzina avio
- AWO - All weather operations - Operazioni ogni tempo
- AW - Area Width - Larghezza dell'area
- AWOP - All Weather Operations Panel - Pannello operazioni ogni tempo
- AWTA - Advise at what time able - Avvisare a che oa è possibile
- AWY - Airway - Aerovia
- AZM - Azimuth - Azimut

## B
- B - Blue - Azzurro
- BA - Braking action - Azione frenante
- BARO-VNAV - BAROmetric Vertical NAVigation - Navigazione barometrica verticale
- BAS - Basic Airspeed - Velocità basica dell'aria
- BASE - Cloud base - Base delle nubi
- BAT - Buster Air Traffic
- BBQ - Bassa e Bassissima Quota [solo per l'Italia]
- BCFG - Fog patches - Banchi di nebbia
- BCN - Beacon - Faro [luce aeronautica al suolo]
- BCST - Broadcast - Radiodiffusione
- BDRY - Boundary - Confine o delimitazione
- BECMG - Becoming - Divenendo
- BFL - Balanced Field Length - Lunghezza di pista bilanciata
- BFR - Before - Prima di [ora e/o luogo]
- BKN - Broken - Indicatore in ottavi di quantità di copertura nuvolosa 5-7/8 [Meteo]
- BLDU - Blowing dust - Polvere trasportata
- BLSA - Blowing sand - Sabbia trasportata
- BLSN - Blowing snow - Neve trasportata
- BLDG - Building - Edificio
- BLO - Below clouds - Al di sotto delle nubi
- BLW - Below - Al di sotto di
- BOMB - Bombing - Brillamento bombe
- BR - Mist - Foschia
- BRNAV - Basic aRea NAVigation - Navigazione d'area basica
- BRF - Short - Corto [usato per indicare il tipo di avvicinamento desiderato o richiesto]
- BRG - Bearing - Rilevamento
- BRKG - Braking - Frenata
- BS- Commercial broadcasting station - Stazione commerciale di radiodiffusione
- BTL - Between layers - Tra strati [Meteo]
- BTN - Between - Tra, in mezzo a
- BVLOS - Beyond visual line of sight - Fuori dal campo visivo - acronimo riguardante le operazioni con APR condotte ad una distanza tale da non consentire al pilota di mantenere il contatto visivo con il drone

## C
- C - Degrees Celsius/Centigrade - Gradi Centigradi/Celsius
- CA - Course to an Altitude - Rotta per una altitudine
- CAAV - Centro aeroportuale assistenza al volo
- CAD - Caution and Advisory Display
- CAS - Calibrated Airspeed - Velocità Calibrata all'aria
- CAT - Category o Clear air turbolence - Categoria oppure Turbolenza in aria chiara
- CAVOK - Ceiling and Visibility OK - Indicatore di buone condizioni meteo presenti.
- CB - Cumulonimbus - Cumulonembi
- CC - Cirrocumulus - Cirrocumuli
- CD - Candle - Candela
- CD - Course to a DME Distance - Rotta per una distanza DME
- CDA - Continuous Descent Approach - Avvicinamento in discesa continua
- CDFA - Constant Descend Final Approach - Avvicinamento con rateo costante
- CDI - Course Deviation Indicator - Indicatore deviazione dalla rotta
- CDN - Coordination message - Messaggio di coordinamento
- CDR - Conditional route - Rotta condizionata
- CDU - Control display unit - Unità di controllo e visualizzazione
- CF - Course to a Fix - Rotta per un fix
- CFMU - Central flow management unit - Unità centrale della gestione del flusso di traffico
- CGA - Cleared and Grounded Area - Area pulita e livellata (parte della strip)
- CGL - Circling guidance light(s) - Luce/Luci di guida alla circuitazione
- CH - Channel - Canale
- CHG - Modification message - Messaggio di modifica
- CI - Cirrus - Cirri
- CI - Course to Intercept  - Rotta ad intercettare
- CIDIN - Common ICAO data interchange network - Rete comune scambio dati ICAO
- CIT - Near o over large towns - Vicino o al di sopra di grandi città
- CIV - Civil - Civile
- CK - Check - Controllare/Verificare
- CL - Center line - Linea centrale, mezzeria (usata nelle piste)
- CLA - Clear type of ice formation - Formazione di ghiaccio di tipo cristallino
- CLBR - Calibration - Taratura
- CLD - Cloud - Nube
- CLG - Calling - Chiama
- CLR - Clear o clearance o cleared to... - Libero da ostacoli oppure autorizzazione oppure autorizzato a...
- CLSD - Closed - Chiuso
- CM - Centimetres - Centimetri
- CMB - Climb o climbing to... - Salire o salendo a...
- CMPL - Completing o completed o complete - Completamento oppure completo oppure completato
- CNL - Cancel o cancelled - Cancellare oppure cancellato
- CNL - Flight plan cancellation message - Messaggio di cancellazione del piano di volo
- CNS - Communications, navigation and surveillance - Comunicazioni, navigazione e sorveglianza
- COA - Certificato di operatore aereo
- COM - Communications - Comunicazioni
- CONC - Concrete - Calcestruzzo
- COND - Condition - Condizione
- CONS - Continuous - Continuo
- CONST - Construction- Costruzione
- CONT - Continue o continued o continuous - Continuare oppure continuato oppure continuo
- COo - Coordinate o  coordination - Coordinare oppure coordinamento
- COoD - Coordinates - Coordinate
- COP - Change over point - Punto di cambio frequenza
- Co - Correct o  corrected o correction - correggere oppure corretto oppure correzione
- COSPAS - in russo, Cosmichheskaya Sistyema Poiska Avariynich Sudov - Sistema Spaziale per la Ricerca delle Navi in Pericolo
- COT - At the cost - Sulla costa
- COV - Cover o covered o covering - Coprire oppure coperto oppure copertura
- CPDS - Central Panel Display System
- CPL - Current flight plan message - Messaggio di piano di volo in corso
- CR - Course to a VOR Radial - Rotta per una radiale VOR
- CRC - Cyclic Redundancy Check - traduzione non disponibile
- CRCV - Cyclic Redundancy Check Value - traduzione non disponibile
- CRM - Collision Risk Model -
- CRZ - Cruise - Crociera
- CS - Cirrostratus - Cirrostrati
- CT - Continuous
- CTA- Control area - Regione di controllo
- CTA - Controllore del Traffico Aereo
- CTAM - Climb to and maintain - Salire e mantenere
- CTC - Contact - Contattare
- CTL - Control - Controllo
- CTN - Caution - Precauzione/Prudenza
- CTOT - Calculated Take-Off Time - Orario calcolato di decollo
- CTR - Control zone - Zona di controllo
- CU - Cumulus - Cumuli
- CUF - Cumulifom - Cumulifome
- CUST - Customs - Servizio doganale oppure dogana
- CW - Continuous wave - Onda continua
- CWY - Clearway - Prolungamento libero da ostacoli

## D
- D - Danger area - Zona pericolosa... [seguita dalla identificazione]
- DA - Decision altitude - Altitudine di decisione
- DCA - Direzione Circoscrizionale Aeroportuale - Autorità giurisdizionale aeroportuale [solo per Italia]
- D-ATIS - Data-link automatic terminal information service - Servizio automatico di informazioni terminali trasmesso via Data-link
- DCD - Double channel duplex - Duplex a doppio canale
- DCKG - Docking - Attracco
- DCPC - Direct controller-pilot communications - Comunicazioni dirette controlloe-pilota
- DCS - Double channel simplex - Simplex a doppio canale
- DCT - Direct - Diretto
- DCV - Directional Control Valve - Valvola Direzionale di Controllo
- DDI - Digital Distance Indicator - Indicatore Digitale di Distanza
- DDMA - Aerodrome meteo data device - Determinatore dati meteo aeroportuali [solo per l'Italia]
- DEC - December - Dicembre
- DEG - Degrees - Gradi
- DEP - Departure o Depart o Departure message - Partenza oppure Partire oppure Messaggio di partenza
- DER - Departure end of runway - Fine pista di decollo
- DES - Descend to... o descending to... - Scendere a... oppure scendendo a...
- DEST - Destination - Destinazione
- DETRESFA - Distress phase - Fase di pericolo [Ricerca e soccorso]
- DEV - Deviation o deviating - Deviazione oppure deviando
- DF - Direct to a Fix - Diretto a un fix
- DFDR - Digital flight data recoder - Registratore dati volo digitale
- DFTI - Distance from touchdown indicato - Indicatore di distanza dal punto di contatto
- DH - Decision height - Altezza di decisione
- DIF - Diffuse - Diffuso
- DIST - Distance - Distanza
- DIV - Divert o diverting - Dirottamento oppure dirottando
- DLA - Delay o Delayed o Delay message - Ritardo oppure Ritardato oppure Messaggio di ritardo
- DLY - Daily - Quotidianamente
- DME - Distance measuring equipment - Apparato misuratore di distanza
- DNG - Danger o dangerous - Pericolo oppure pericoloso
- DOC - Document - Documento
- DOM - Domestic traffic - Traffico nazionale [solo per l'Italia]
- DP - Dew-point temperature - Temperatura del punto di rugiada
- DPT - Depth - Profondità o spessore
- DR - Dead reckoning - Navigazione stimata
- DR - Drifting - Scaccia [seguito da indicatore di fenomeno]
- DRDU - Drifting Dust - Scaccia polvere
- DRSA - Drifting Sand - Scaccia sabbia
- DRSN - Drifting Snow - Scaccia neve
- DRG - During - Durante
- DS - Dust-stom - Tempesta di sabbia
- DSB - Double side-band - Doppia banda laterale
- DT - Displaced Threshold - Soglia pista spostata
- DTAM - Descend and maintain - Scendere e mantenere
- DTG - Date-time group - Gruppo data orario
- DTHR - Displaced threshold - Soglia pista spostata
- DTRT - Deteriorate o deteriorating - Peggiora oppure in peggioramento
- DTW - Dual tandem wheels - Doppia ruota in tandem
- DU - Dust - Polvere
- DUC - Dense upper cloud - Nube alta compatta
- DUPE - This is duplicate message - Questo è un duplicato del messaggio
- DUR - Duration - Durata
- D-VOLMET - Data-link Volmet - Volmet trasmesso via Data-link
- DVo - Doppler Vo - Vo Doppler
- DW - Dual wheels - Doppia ruota
- DZ - Drizzle - Pioviggine, o bruma

## E
- E - East o eastern longitude - Est oppure longitudine est
- EADI - Electronic Attitude Director Indicator - Indicatore d'Assetto Elettronico
- EANPG - European Air Navigation Planning Group - traduzione non disponibile
- EAPS - Engine Air Particle Separator - separatori di particelle
- EASA - European Aviation Safety Agency - Agenzia europea per la sicurezza aerea
- EAT - Expected approach time - orario previsto di avvicinamento
- EAV - Esperto Assistenza al Volo
- EB - Eastbound - Verso est
- ECAC - European Civil Aviation Conference - Conferenza europea per l'aviazione civile
- ED50 - European Datum 1950 - traduzione non disponibile
- EET - Estimated elapsed time - Durata stimata del volo
- EFC (1) - Estimated Fuel Consumption - Consumo complessivo in volo
- EFC (2) - Expect further clearance - Attendere ulteriore autorizzazione
- EGM96 - Earth Geodetic Model 1996 - Sistema geostazionario europeo di navigazione di sovrapposizione
- EGNOS - European Geostationary Navigation Overlay System - traduzione non disponibile
- EHSI - Electronic Horizzontal Situation Indicator - Indicatore della Situazione Orizzontale Elettronico
- EHF - Extremely high frequency - Frequenza estremamente alta [da 30.000 a 300.000 MHz ]
- ELBA - Emergency location beacon on aircraft - Faro di posizione d'emergenza di bordo
- ELEV - Elevation - Altitudine
- ELR - Extra long range - Raggio extra-lungo
- ELT - Emergency locator transmitter - Apparato trasmittente per la localizzazione di emergenza. Si dividono in Automatic Fixed (AF), Automatic Portable (AP), Automatic Deployable (AD) e Survival (S)
- EM - Emission - Emissione
- EMBD - Embedded in a layer - Affogati in uno strato (per indicare cumulonembi affogati in strati di altre nubi)
- EMERG - Emergency - Emergenza
- ENAC - Ente Nazionale per l'Aviazione Civile
- ENAV - Società Nazionale per l'Assistenza al Volo, precedentemente al 2001 Ente Nazionale per l'Assistenza al Volo
- END - Stop-end - Fine pista (riferito alla RVR)
- ENE - East Noth East - Est Nord Est
- ENG - Engine - Motore
- ENR - En route - In rotta
- ENRC - En route chart - Carta di crociera [seguita da nome/titolo]
- EOBT - Estimated off-block time - orario previsto di sblocco
- EPR - Engine Pressure Ratio - Rateo della pressione motore
- EQPT - Equipment - Equipaggiamento o dotazione
- ER - Here - Qui
- ESE - East South East - Est Sud Est
- EST - Estimate time over significant point o estimate o estimated - ora stimata su di un punto significativo oppure stimare oppure stimato
- ETA - Estimated time of arrival o estimating arrival - orario previsto di arrivo oppure arrivo stimato
- ETD - Estimated time of departure  - orario previsto di partenza
- ETE - Estimated Time Enroute - tempo di rotta stimato
- ETI - Estimated Time of Interception - orario previsto d'intercettazione
- ETO - Estimated time over - orario previsto su un punto
- ETOPS-Extended-range Twin-engine Operational Performance Standard - Parametro di Prestazione Operativa per bimotori a gamma estesa
- EUROCAE - European Organization for Civil Aviation Equipment - Organizzazione europea per gli equipaggiamenti dell'aviazione civile
- EUROCONTROL - European Organisation for the Safety of Air Navigation - Organizzazione europea per la sicurezza della navigazione aerea
- EV - Every - Ogni
- EXC - Except - Eccetto o eccettuato
- EXER - Exercises o to exercise o exercising - Esercitazione oppure esercitando oppure esercitare
- EXP - Expect o expected o expecting - Attendere oppure atteso oppure in attesa
- EXTD - Extend o extending - Estendere oppure estendendo

## F
- F - Fixed - Fisso
- F - Degrees Fahrenheit - Gradi Fahrenheit
- FA - Course from a Fix to an Altitude (Path terminator dell'ARINC 424)
- FAA - Federal Aviation Administration - (USA) Amministrazione federale per l'aviazione
- FAB - Functional Airspace Block - Blocco funzionale di spazio aereo
- FAC - Final Approach Course - Rotta per l'avvicinamento finale
- FAC - Facilities - Servizi e mezzi di assistenza
- FADEC - Full Authority Digital Engine Control - Sistema automatico digitale di controllo dei parametri e prestazioni di un motore aeronautico
- FACF - Final Approach Course Fix - Fix di rotta per l'avvicinamento finale
- FAF - Final approach fix - Fix di avvicinamento finale
- FAL - Facilitation of international air transport - Agevolazioni al trasporto aereo internazionale
- FAP - Final approach point - Punto di avvicinamento finale
- FATO - Final approach and take-off area - Area di decollo e di avvicinamento finale
- FAX - Facsimile transmission - Trasmissione facsimile
- FBL - Light - Leggero [Meteo]
- FC - Funnel cloud - Nube ad imbuto [tornado o tromba marina]
- FC - Course from a Fix to a distance - Rotta da un fix a una distanza
- FCC -  Flight Control Computer - Computer di controllo del volo
- FCST - Forecast - Previsione
- FCT - Friction coefficient - Coefficiente di attrito
- FD -  Flight Director - Sistema di navigazione automatico
- FD -  Course from a Fix to a DME Distance - Rotta da un fix a una distanza DME
- FDE - Fault Detection and Exclusion - Rilevamento e rimozione degli errori
- FDP - Flight Data Processing - Elaborazione dati volo
- FDPS - Flight data processing system - Sistema di elaborazione dati volo
- FEB - February - Febbraio
- FEW - Few - Poco, indicatore di copertura nuvolosa in ottavi 1-2/8
- FF - Fuel Flow - Flusso del combustibile
- FG - Fog - Nebbia
- FIC - Flight Information Centre - Centro Informazioni di Volo
- FIR - Flight Information Region - Regione Informazioni di Volo
- FIS - Flight Information Service - Servizio Informazioni di Volo
- FISA - Automated flight information service - Servizio automatizzato di informazioni volo
- FL - Flight level - Livello di volo
- FLD - Field - Campo
- FLG - Flashing - Lampeggiante
- FLO - Flood-light - Proiettore [solo per l'Italia]
- FLR - Flares - Segnali luminosi
- FLT - Flight - Volo
- FLTCK - Flight check - Controllo in volo
- FLUC - Fluctuating or fluctuation or fluctuated - Fluttuante, fluttuazione o fluttuato
- FLW - Follow(s) or following - Seguire o segue o seguente
- FLY - Fly or flying - Volare o in volo
- FM - From... - Da...
- FM - Course from a Fix to a Manual Termination - traduzione non disponibile
- FMC - Flight management computer - Sistema di gestione del volo
- FMU - Flow management unit - Unità gestione flusso
- FNA - Final approach - Avvicinamento finale
- FOD - Foreign Object Damage - Danno da oggetti estanei
- FOD - Foreign Object Debris - Oggetti estranei che potrebbero causare danni ad un velivolo o a persone
- FP - Fuel Pressure - Pressione del combustibile
- FPL - Filed flight plan - Messaggio di piano di volo compilato
- FPM - Feet per minute - Piedi al minuto
- FPR - Flight plan route - Rotta del piano di volo
- FPS - Flight progress strip - Striscia progresso volo
- FR - Fuel remaining - Carburante residuo
- FREQ - Frequency - Frequenza
- FRI - Friday - Venerdì
- FRNG - Tiri a fuoco - Firing
- FRONT - Front - Fronte [Meteo]
- FRQ - Frequent - Frequente
- FSL - Full stop landing - Atterraggio con arresto completo
- FSS - Flight service station - Stazione per il servizio informativo locale
- FST - First - Primo
- FT - Feet - Piedi [unità di misura]
- FTE - Flight Technical Error - Errore tecnico in volo
- FTT - Flight Technical Tolerance - Tolleranza tecnica in volo
- FU - Smoke - Fumo
- FZ - Freezing - Congelamento
- FZDZ - Freezing drizzle - Pioviggine che gela
- FZFG - Freezing fog - Nebbia che gela
- FZRA - Freezing rain - Pioggia che gela
- FZRASN - Freezing rain and snow - Pioggia che gela e neve

## G
- G - Green - Verde
- G/A - Ground-to air - Terra/aria
- GAFOR - General aviation forecast - Previsione per l'aviazione generale [Meteo]
- G/A/G - Ground-to-air and air-to-ground - Terra/aria/terra
- GAMET - Area forecast for low-level flights - Previsione d'area per i voli a basso quota [Meteo]
- GAT - General Air Traffic - Traffico aereo generale
- GBAS - Ground based augmentation system - Sistema di potenziamento basato su infrastrutture terrestri
- GCA - Ground controlled approach system oppure Ground controlled approach - Sistema di avvicinamento controllato da terra o avvicinamento controllato da terra
- GEN - General - Generale
- GEO - Geographic or true - Geografico o vero
- GIAS - Glass Integrated Avionics System -Sistema digitale avionico integrato
- GLD - Glider - Aliante
- GLONASS - Global orbiting navigation satellite system - Sistema satellitare orbitante globale di navigazione
- GMC - Ground movement chart - Carta dei movimenti al suolo [seguita da nome/titolo]
- GND - Ground - Suolo o terreno
- GNDCK - Ground check - Controllo a terra o controllato a terra
- GNSS - Global navigation satellite system - Sistema satellitare a copertura globale
- GP - Glide path - Sentiero di discesa
- GPH - Gallons Per Hour - Galloni/ora
- GPU - Ground Power Unit - Generatore di Corrente per aeromobili Terrestre
- GPS - Global positioning system - Sistema di posizionamento globale
- GR - Hail - Grandine [Meteo]
- GRADU - Gradual or gradually - Graduale o gradualmente
- GRASS - Grass landing area - Zona erbosa di atterraggio
- GRVL - Gravel - Ghiaia o brecciolino [Meteo]
- GS - Hail and/or snow pellets - Grandine e/o neve granulosa
- GS - Ground speed - Velocità al suolo
- GS - Glide Slope - sentiero di discesa

## H
- H - Hourly - Osservazioni orarie [Meteo, solo per l'Italia]
- h - Half-hourly - Osservazioni semiorarie [Meteo, solo per l'Italia]
- H24 - Continuous day and night service - Servizio continuativo di giorno e di notte
- HA - Holding to an Altitude - Attesa a una quota
- HAPI - Helicopter approach path indicator - Indicatore del sentiero di avvicinamento per elicotteri
- HBN - Hazard beacon - Faro di pericolo
- HDF - High frequency direction-finding station - Stazione radio-goniometrica ad alta frequenza
- HDG - Heading - Prua, direzione
- HEL - Helicopter - Elicottero
- HEMS - Helicopter Emergency Medical Service - Servizio di soccorso medico con elicottero [solo per l'Italia]
- HF - High frequency - Alta frequenza [da 3.000 a 30.000 kHz]
- HF - Holding to a Fix - Attesa a un fix
- HG - Height Gain - Incremento di quota
- HGT - Height or height above - Altezza o altezza al di sopra
- HI - High intensity  - Alta intensità [solo per l'Italia]
- HIGE - Hover In Ground Effect -
- HIRL - High intensity runway edge lights - Luci laterali di pista ad alta densità
- HJ - Sunrise to sunset - Dal sorgere al tramonto del sole
- HJ30 - Da mezz'ora prima del sorgere a mezz'ora dopo il tramonto del sole (-30'/+30' effemeridi)
- HL - Height Loss - Riduzione di quota
- HLDG - Holding - Attesa
- HM - Holding to a Manual termination - traduzione non disponibile
- HN - Sunset to sunrise - Orario di servizio dal tramonto al sorgere del sole
- HN30 - Da mezz'ora dopo il tramonto a mezz'ora prima del sorgere del sole (+30'/-30' effemeridi)
- HO - Service available to meet operational requirements - Orario di servizio disponibile per le necessità operative
- HOGE - Hover Outside Ground Effect -
- HOL - Holiday - Festivo
- HOSP - Hospital aircraft - aeroambulanza
- hPa - Hectopascal - Hectopascal
- HPC-  High Pressure Compressor - Compressore ad alta pressione
- HPT-  High Pressure Turbine - Turbina ad alta pressione
- HR - Hours - Orario di servizio
- HS - Service available during hours of scheduled operations - Servizio disponibile per le necessità operative
- HSI - Horizzontal situation indicator - Indicatore della situazione orizzontale
- HUD - Head-Up Display - Display a vista alta
- HURCN - Hurricane - Uragano [Meteo]
- HVDF - High and very high frequency direction-finding stations - Stazioni radio-goniometriche ad alta ed altissima frequenza situate nella stessa località
- HVY - Heavy - Pesante
- HX - No specific working hours - Orario di servizio non specificato
- HYR - Higher - Più alto
- HZ - Haze - Caligine [Meteo]
- Hz - Hertz - Hertz [ciclo per secondo]

## I
- IAC - Instrument approach chart - Carte di avvicinamento strumentale
- IAF - Initial approach fix - Fix di avvicinamento iniziale
- IAL - Instrument Approach Landing procedure - Procedura di avvicinamento strumentale per l'atterraggio (solo AIP Italia)
- IAO - In and out of clouds - Iniziale dentro e fuori le nubi
- IAP - instrument approach procedure - Procedura di avvicinamento strumentale
- IAR - Intersection of air routes - Intersezione o incrocio di rotte aeree
- IAS - Indicated air speed - Velocità indicata rispetto all'aria
- IATA - International air transport association - Associazione internazionale per il trasporto aereo
- IBN - Identification beacon - Faro di identificazione
- IC - Ice crystal - Cristalli di ghiaccio (piccolissimi cristalli in sospensione, conosciuti anche come polvere di diamante)
- ICAO - International Civil Aviation Organization - Organizzazione internazionale dell'aviazione civile
- ICE - Icing - Formazione di ghiaccio
- ICL - Initial climb procedure chart - Carta della procedura di salita iniziale (solo in AIP-Italia)
- ICP - Initial Climb Procedure - Procedura di salita iniziale (IFR)
- ID - Identifier or identify - Identificatore o identificare
- IDENT - Identification - Identificazione
- IEPR- Integrated Engine Pressure Ratio- Rateo integrato di pressione motore (Rolls-Royce RB211)
- IF - Intermediate approach fix - Fix di avvicinamento intermedio
- IFF - Identification friend/foe - Identificazione amico/nemico
- IFR - Instrument flight rules - Regole del volo strumentale
- IGA - International general aviation - Aviazione generale internazionale
- IGE - In Ground Effect - (elicottero) Hovering in effetto suolo
- IHP - Intermediate holding position - Posizione di attesa intermedia [solo per l'Italia]
- ILS - Instrument landing system - Sistema di atterraggio strumentale
- IM - Inner marker - Marker interno
- IMAL - Integrity Monitoring Alarm limit - traduzione non disponibile
- IMC - Instrument meteorological conditions - Condizioni meteorologiche di volo strumentale
- IMG - Immigration - Immigrazione
- IMPR - Improve or improving - Migliorare o miglioramento
- IMT - Immediate or immediately - Immediato o immediatamente
- INA - Initial approach - Avvicinamento iniziale
- INBD - Inbound - In entrata
- INC - In cloud - Entro le nubi
- INCERFA - Uncertainty phase - Fase di incertezza [Ricerca e soccorso]
- INFO - Information - Informazione o per conoscenza
- INOP - Inoperative - Non operativo
- INP - If not possibile - Se non è possibile
- INPR - In progress - In corso
- INS - Inertial navigation system - Sistema di navigazione inerziale
- INSTL - Install or installed or installation - Installare o installato o installazione
- INSTR - Instrument - Strumentale
- INT - Intersection - Intersezione o incrocio
- INTER - Intermittent - Intermittente
- INTL - International - Internazionale
- INTRG - Interrogator - Interrogatore
- INTRP - Interrupt or interruption or interrupted - Interrompere o interruzione o interrotto
- INTSF - Intensify or intensifying - Intensificare o intensificante
- INTST - Intensity - Intensità
- IPI - Istruzioni Permanenti Interne
- IR - Ice on runway - Ghiaccio sulla pista
- IRAN - Inspect & Repair As Necessary -  Ispezione programmata e riparazione se necessaria prima di una possibile rottura strutturale.
- IROAN - Inspect , Repair Only As Necessary - Tecnica manutentiva utilizzando tutte le possibili tecniche diagnostiche per determinare le minime riparazioni necessarie con il minimo disassemblaggio per evitare la sostituzione di parti.
- IRS - Inertial Reference System - Sistema di Riferimento Inerziale
- ISA - International standard atmosphere - Atmosfera standard internazionale
- ISB - Independent sideband - Banda laterale indipendente
- ISOL - Isolated - Isolato o isolare
- ITRF - International Terrestrial Reference Frame - traduzione non disponibile
- ITT - Interstage Turbine Temperature

## J
- JAA - Joint Aviation Authorities - Organizzazione aeronautica Europea
- JAN - January - Gennaio
- JTST - Jet stream - Corrente a getto
- JUL - July - Luglio
- JUN - June - Giugno

## K
- KG - Kilogrammes - Chilogrammi
- kHz - Kilohertz - Chilohertz
- KM - Kilometres - Chilometri
- km/h - Kilometres per hours - Chilometri all'ora
- KPA - Kilopascal - Kilopascal
- KTS - Knots - Nodi
- KW - Kilowatts - Chilowatt

## L
- LAAS - Local Area Augmentation System - traduzione non disponibile
- LAN - Inland - Retroterra, entroterra
- LAT - Latitude - Latitudine
- LC - Leak Check - Controllo Perdite
- LCN - Load Classification Number - Indice di classificazione del carico
- LDA - Landing distance available - Distanza disponibile per l'atterraggio pista d'atterraggio
- LDA - Localizer-type Directional Aid - tipo di avvicinamento basato sul localizzatore di una pista di un aeroporto
- LDG - Landing - Atterraggio
- LDGC - Landing chart - Carta di atterraggio
- LDI - Landing direction indicator - Indicatore della direzione di atterraggio
- LEN - Length - Lunghezza
- LEO - Low Earth Orbit - Orbita Terrestre Bassa
- LF - Low frequency - Bassa frequenza [da 30 a 300 kHz]
- LGT - Light or lighting - Luce o illuminazione o luminoso
- LGTD - Lighted - Illuminato
- LIH - Light intensity high - Intensità luminosa alta
- LIL - Light intensity low - Intensità luminosa bassa
- LIM - Light intensity medium - Intensità luminosa media
- LINS - Laser Inertial Navigation System - Sistema di Navigazione Inerziale Laser
- LLZ - Localizer - Localizzatore dell'ILS
- LM - Locator middle - Radiofaro locatore intermedio
- LMT - Local mean time - Orario locale
- LNG - Long - Lungo
- LO - Locator outer - Radiofaro locatore esterno
- LOA- Letter Of Agreement - Lettera di accordo tra enti ATS adiacenti
- LOC - Locally or location or located or local - Localmente o ubicazione o ubicato o locale
- LONG - Longitude - Longitudine
- LORAN - LOng RAnge Navigation  - Sistema di navigazione aerea a lungo raggio che fa parte dei sistemi di navigazione iperbolica
- LPC - Low Pressure Compressor - Compressore a bassa pressione
- LPT - Low Pressure Turbine - Turbina a bassa pressione
- LRG - Lungo raggio - Long range
- LSO - Landing Signals Officer - ufficiale addetto all'atterraggio sulle portaerei
- LTD - Limitato - Limited
- LTF - Landline telephone - Telefono a filo [solo per l'Italia]
- LTP - Landing Threshold Point - Punto di atterraggio sulla soglia pista
- LTT - Landline teletypewriter - Telescrivente via cavo
- LV - Light and variable - Debole e variabile [relativo al vento]
- LVC - Low visibility chart - Carta di Low Visibility
- LVE - Leave or leaving - Lasciare o lasciando
- LVL - Level - Livello, termine generico per definire una distanza tra un mezzo in volo e uno specifico riferimento, che può essere il suolo, il livello medio del mare, o una superficie barica di riferimento
- LVP - Low Visibility Procedures - Procedure in bassa visibilità [solo per l'Italia]
- LVTO - Low Visibility Take-off - Decolli in bassa visibilità [solo per l'Italia]
- LYR - Layer or layered - Strato o stratificato

## M
- M - Mach number - Numero di Mach [seguito da una cifra]
- M - Metres - Metri [preceduto da una cifra]
- MA - Missed approach - Mancato avvicinamento
- MAA - Maximum authorized altitude - Altitudine massima autorizzata
- MAC - Mid-air collision - Collisione in volo
- MAG - Magnetic - Magnetico
- MAHF - Missed Approach Holding Fix - Fix di attesa per il mancato avvicinamento
- MAINT - Maintenance - Manutenzione
- MAP - Aeronautical maps and charts - Carte e mappe aeronautiche
- MAPT - Missed approach point - Punto di mancato avvicinamento
- MAR - March - Marzo
- MAR - At sea - In mare
- MARA - Modular architecture for real time applications automatic system - Sistema automatico di elaborazione e disseminazione dei dati meteo di aeroporto in tempo reale
- MASPS - Minimum Aviation System Performance Standards - traduzione non disponibile
- MAX - Maximum - Massimo
- MAY - May - Maggio
- MCA - Minimum crossing altitude - Altitudine minima di attraversamento
- MCC - Master Control Centres - traduzione non disponibile
- MCG - Minimum Climb Gradient - Minimo gradiente di salita
- MCL - Minimum crossing level - Livello minimo di attraversamento
- MCP - Maximum Continuous Power - Massima Potenza Continua
- MCW - - Onda continua modulata
- MDA - Minimum descent altitude - Altitudine minima di discesa
- MDF - Medium frequency direction-finding station - radiogoniometro a media frequenza
- MDH - Minimum descent height - Altezza minima di discesa
- MEA - Minimum en-route altitude - Altitudine minima di rotta
- MEHT - Minimum pilot's eye height over threshold - Minima altezza occhio pilota/soglia pista relativa ad un sistema PAPI
- MEL - Minimum en-route level - Livello minimo in rotta [solo per l'Italia]
- MEL - Minimum equipment list - Lista di equipaggiamenti minimi per l'operabilità di un aeroplano
- MET - Meteorological or meteorology - Meteorologico o meteorologia
- METAR - Aviation routine weather report - Messaggio di osservazione meteorologica
- MF - Medium frequency - Media frequenza [da 300 a 3000 kHz ]
- MHA - Minimum Holding Altitude
- MHDF - Medium and high frequency direction-finding stations at the same location - Radiogoniometri a media ed alta frequenza situati nella stessa località
- MHVDF - Medium, high and very high frequency direction-finding stations at the same location - Radiogoniometri a media, alta ed altissima frequenza situati nella stessa località
- MHA/MHL - Minimum holding altitude/flight level - Minima altitudine/livello di attesa
- MHz - Megahertz - Megahertz
- MID - Mid-point - Punto metà pista [riferito alla RVR]
- MIFG - Shallow fog - Nebbia sottile [Meteo]
- MIL - Military - Militare
- MIN - Minutes - Minuti
- MKR - Marker radio beacon - Radiosegnalatore verticale
- MLS - Microwave landing system - Sistema di atterraggio a microonde
- MLW - Maximum Landing Weight - Peso massimo all'atterraggio
- MM - Middle marker - Marker intermedio
- MNM - Minimum - Minimo
- MNPS - Minimum navigation performance specifications - Specifiche minime di prestazione di navigazione
- MNT - Monitor or monitoring or monitored - Monitore o monitorando o monitorato
- MNTN - Maintain... - Mantenete..., o mantenere...
- MOA - Military operating area - Zona di operazioni militari
- MOC - Minimum obstacle clearance - Separazione minima da ostacoli
- MOCA - Minimum Obstacle Clearance Altitude - altitudine minima di separazione dagli ostacoli
- MOD - Moderate - Moderato [usato per indicare l'intensità di un fenomeno meteo]
- MON - Above mountains - Al di sopra delle montagne
- MON - Monday - Lunedì
- MOPS - Minimum operational performance standards - Standard minimi per prestazioni operative
- MOR - Meteorological optical range - Portata ottica meteorologica
- MORA - Minimum Off Route Altitude - Altitudine che fornisce 2.000 ft di distanza min. dal suolo nelle zone montane e 1.000 ft in regioni non montane, fornisce anche un punto di riferimento entro 10 nm dalla mezzeria dell'aerovia.
- MOTNE - Meteorological Operational Telecommunication Network Europe - Rete europea per le telecomunicazioni meteorologiche operative
- MOV - Move or moving or movement - Muovere o in movimento o movimento
- MPS - Metres per second - Metri al secondo
- MRA - Minimum reception altitude - Minima altitudine di ricezione
- MRG - Medium range - Medio raggio
- MRP - ATS/MET reporting point - Punto di riporto ATS/MET
- MRVA - Minimum Radar Vectoring Altitude - Quota minima di vettoramento radar
- MS - Minus - Meno
- MSA - Minimum sector altitude - Altitudine minima di settore
- MSAS - Multi-functional Space-based Augmentation System - traduzione non disponibile
- MSG - Message - Messaggio
- MSL - Mean sea level - Livello medio di mare
- MSSR - Monopulse secondary surveillance radar - Radar secondario di sorveglianza a impulso singolo.[1]
- MT - Mountain - Montagna
- MTOW - Maximum take off weight - Peso massimo al decollo
- MTU - Metric unit - Unità di misura del sistema metrico
- MTW - Mountain waves - Onde orografiche [Meteo]
- MVDF - Medium and very high frequency direction-finding stations at the same location - Radiogoniometri a media ed altissima frequenza situati nella stessa località
- MWO - Meteorological watch office - Ufficio di veglia meteorologica
- MX - Mixed type of ice formation - Formazione di ghiaccio tipo misto (bianco e cristallino)

## N
- N - North or northern latitude - Nord o latitudine Nord
- N - No distinct tendency - Nessuna variazione [di RVR, nei 10 minuti precedenti]
- NA - Nominal Altitude - Altitudine nominale
- NANU - Notice Advisory to NAVSTAR/Navigation Users - traduzione non disponibile
- NASC - National AIS system centre - Centro nazionale sistema AIS
- NAT - North Atlantic - Nord Atlantico
- NAV - Navigation - Navigazione
- NB - Northbound - Verso Nord
- NBFR - Not before - Non prima di
- NC - No change - Senza variazione
- NDB - Non-directional radio beacon - Radiofaro adirezionale
- NE - North-East - Nord-Est
- NEB - North-Eastbound - Verso Nord-Est
- NEG - No or negative or permission not granted or that is not correct - No o negativo o permesso non accordato oppure non corretto
- NFZ - No-Fly Zone - Zona d'interdizione al volo
- NGT - Night - Notte
- NIL - Informazione non disponibile [solo per l'Italia]
- NLES - Navigation Land Earth Stations - traduzione non disponibile
- NM - Nautical miles - Miglia nautiche
- NML - Normal - Normale
- NNE - North-North-East - Nord-Nord-Est
- NNW - North-North-West - Nord-Nord-Ovest
- NOF - International NOTAM Office - Ufficio NOTAM Internazionale
- NOSIG - No significant change - Senza variazioni significative [Meteo]
- NOTAM - Notice to airmen - Messaggio destinato agli operatori dell'aria
- NOTOC - Special Load Notification To Captain
- NOV - November - Novembre
- NOZ - Normal operating zone - Zona operativa normale [durante avvicinamenti paralleli indipendenti]
- NPA - Non Precision Approach - Avvicinamento non di precisione
- NR - Number - Numero
- NRH - No reply heard - Nessuna risposta ricevuta
- NS - Nimbostratus - Nembostrati
- NSC - Nil significant cloud - Nessuna nuvola significativa
- NSW - Nil significant weather - Nessuna condizione [Meteo]
- NTZ - No trasgression zone - Zona da non interessare [durante avvicinamenti paralleli indipendenti]
- NU - Not usable - Non utilizzabile [solo per l'Italia]
- NW - North-West - Nord-Ovest
- NWB - North-Westbound - Verso Nord-Ovest
- NXT - Next - Successivo o prossimo

## O
- OAC - Oceanic area control centre - Centro di Controllo di Regione Oceanica
- OAS - Obstacle assessment surface - Superficie di valutazione degli ostacoli
- OAT - Operational Air Traffic - Traffico aereo operativo
- OAT - Outside air temperature - Temperatura dell'aria esterna
- OBS - Observe or observed or observation - Osservare o osservato o osservazione
- OBSC - Obscure or obscured or obscuring - Oscuro o oscurato o oscurante
- OBST - Obstacle - Ostacolo
- OCA - Oceanic control area - Regione oceanica di controllo
- OCA - Obstacle clearance altitude - Altitudine di separazione da ostacoli
- OCH - Obstacle clearance height - Altezza di separazione da ostacoli
- OCL - Obstacle clearance limit - Separazione limite dagli ostacoli
- OCNL - Occasional or occasionally - Occasionale o occasionalmente
- OCP - Obstacle clearance panel - traduzione non disponibile
- OCS - Obstacle clearance surface - Superficie libera da ostacoli
- OCT - October - Ottobre
- OEI - One Engine Inoperative
- OFZ - Obstacle free zone - Zona libera da ostacoli
- OGE - Out of Ground Effect - (elicotteri) Hovering fuori effetto suolo
- OHD - Overhead - Al di sopra
- OIS - Obstacles Identification Surface - traduzione non disponibile
- OLDI - On-line data interchange - Scambio dati on-line
- OM - Outer marker - Marker esterno
- OPA - Opaque, white type of ice formation - Formazione di ghiaccio di tipo opaco [bianco]
- OPC - The control indicated is operational control - Il controllo indicato è un controllo operativo
- OPMET - Operational meteorological - Meteorologiche operative [informazioni]
- OPN - Open or opening or opened - Aprire o apertura o aperto
- OPR - Operator or operate or operative or operating or operational - Operatore o funzionante o in funzione o operativo
- OPS - Operations - Operazioni
- O/R - On request - A richiesta
- ORD - Indication of an order - Indicazione di un ordine
- OSV - Ocean station vessel - Nave stazione oceanica
- OTLK - Outlook - Previsione [usato solo nei messaggi SIGMET per cenere vulcanica o cicloni tropicali]
- OTP - On top - Al di sopra delle nubi
- OTS - Organized track system - Sistema organizzato di rotta
- OUBD - Outbound - In allontanamento
- OVC - Overcast - Coperto [Meteo]

## P
- P - Prohibited area - Zona vietata [seguita dalla identificazione]
- PA - Precision approach procedure - Procedura di avvicinamento di precisione
- PALS - Precision approach lighting system - Sistema luminoso di avvicinamento di precisione [specificando la categoria]
- PANS - Procedures for air navigation services - Procedure per i servizi della navigazione aerea
- PAO - Pilot Assisted Oscillation - (Elicottero)
- PAPI - Precision approach path indicator - Indicatore di planata per avvicinamenti di precisione
- PAR - Precision approach radar - Radar per l'avvicinamento di precisione
- PARL - Parallel - Parallelo
- PATC - Precision approach terrain chart - Carta dei profili del terreno per avvicinamenti di precisione
- PAX - Passenger/s - Passeggero/i
- PCD - Proceed or proceeding - Procedere o procedendo
- PCL - Pilot-controlled lighting - Luci controllate dal pilota
- PCN - Pavement classification number - Numero di classificazione della pavimentazione
- PDG - Procedure design gradient - Gradiente progettazione procedure [di decollo]
- PDOP - Position Dilution Of Precision - traduzione non disponibile
- PER - Performance - Prestazione
- PERM - Permanent - Permanente
- PI - Procedure Turn to Intercept - Virata di procedura per intercettare
- PIB - Pre-flight information bullettin - Bollettino di informazioni pre-volo
- PIC - Pilot in command - Pilota al comando
- PIO - Pilot Induced Oscillation - (Elicottero)
- PJE - Parachute jumping exercise - Esercitazione di lancio paracadutisti
- PL - Ice pellets - Granuli di ghiaccio
- PL - Plain language - Linguaggio chiaro [solo per l'Italia]
- PLA - Practice low approach - Addestramento di avvicinamento a bassa quota
- PLB - Personal Locator Beacon - Trasmettitore di posizione personale
- PLN - Flight plan - Piano di volo
- PLVL - Present level - Livello attuale
- PN - Prior notice required - È richiesto un preavviso
- PNR - Point of no return - Punto di non ritorno
- PO - Dust/sand whirls, dust devils - Mulinelli [Meteo]
- POB - Persons on board - Persone a bordo
- POSS - Possible - Possibile
- PPI - Plan position indicator - Indicatore di posizione in piano
- PPR - Prior permission required - Necessita autorizzazione preventiva
- PPSN - Present position - Posizione attuale
- PRFG - Aerodrome partially covered by fog - Aerodromo coperto parzialmente da nebbia [Meteo]
- PRNAV - Precision area navigation - Navigazione d'area di precisione
- PRI - Primary - Primario
- PRKG - Parking - Parcheggio
- PROB - Probability - Probabilità
- PROC - Procedure - Procedura
- PROV - Provisional - Provvisorio
- PS - Plus - Più
- PSG - Passing - Oltrepassando
- PSI - Pound per Square Inches - Libra forza per pollice quadrato
- PSN - Position - Posizione
- PSP - Pierced steel plank - Grelle metalliche perforate
- PSR - Primary surveillance radar - Radar primario di sorveglianza
- PSYS - Pressure system(s) - Sistema(i) di pressione
- PTN - Procedure turn - Virata di procedura
- PTS - Polar track structure - Struttura rotte polari
- PTT - Post Telegraphy and Telephony - Poste, telegrafia e telefonia  [solo per l'Italia]
- PVT - Position Velocity Time - traduzione non disponibile
- PWR - Power - Energia elettrica

## Q
- QBI - Compulsory IFR flight - Volo IFR obbligatorio
- QDM - Magnetic heading - Rotta magnetica (in assenza di vento)
- QDR - Magnetic bearing - Rilevamento magnetico
- QFE - Atmospheric pressure at aerodrome elevation - Pressione atmosferica all'elevazione dell'aeroporto [o della soglia pista]
- QFU - Magnetic orientation of runway - Orientamento magnetico della pista
- QNE - Settaggio altimetrico sul valore della superficie isobarica standard, cioè 1.013 hectopascal
- QNH - Altimeter sub-scale setting to obtain elevation when on the ground - Regolaggio altimetrico per leggere al suolo l'elevazione dell'aeroporto
- QTE - True bearing - Rilevamento vero
- QRH - Quick reference handbook - Manuale di rapida consultazione
- QUAD - Quadrant - Quadrante

## R
- R - Red - Rosso
- R - Restricted area - Zona regolamentata [seguito dalla identificazione]
- RA - Rain - Pioggia
- RA - Required altitude - quota richiesta
- RA - T-CAS Resolution advisory - traduzione non disponibile
- RAC - Rules of the air and air traffic control - Regole dell'aria e servizio del traffico aereo
- RAD - Route Availability Document - Documento sulla disponibilita delle rotte [solo per l'Italia]
- Radar - Radio detection and ranging - Rilevamento e misurazione mediante onde radio riflesse
- RAFC - Regional area forecast centre - Centro per le previsioni regionali
- RAG - Runway arresting gear - Dispositivo di arresto sulla pista
- RAG - Ragged - Frastagliato
- RAI - Runway alignment indicator - Indicatore allineamento pista
- RAIM - Receiver Autonomous Integrity Monitoring - Controllo autonomo di integrità (deviazione dal valore massimo consentito) localizzato nel ricevitore
- RASC - Regional AIS system centre - Centro regionale sistema AIS
- RASH - Rain showers - Rovesci di pioggia
- RASN - Rain and snow or showers of rain and snow - Pioggia e neve, o rovesci di pioggia e neve
- RAT - Ram air turbine
- RB - Rescue boat - Motoscafo da soccorso
- RCA - Reach cruising altitude - Raggiungere l'altitudine di crociera
- RCC - Rescue coordination centre - Centro coordinamento soccorso
- RCF - Radio communication failure - Messaggio di avaria radio [designatore di messaggio]
- RCH - Reach or reaching - Raggiunto o raggiungendo
- RCL - Runway centre line - Asse pista
- RCLL - Runway centre line lights - Luci asse pista
- RCLR - Recleared - Riautorizzato
- RDH - Reference datum height - Altezza del dato di riferimento [per ILS]
- RDL - Radial - Radiale
- RDO - Radio - Radio
- RE - Recent - Recente [usato per qualificare un fenomeno meteorologico]
- REC - Receive or receiver - Ricevere o ricevitore
- REDL - Runway edge lights - Luci bordo pista
- REF - Reference to... or to refer to... - Riferimento a... o riferito a... o riferire a....
- REG - Registration - Registrazione
- RENL - Runway end light - Luci fine pista
- REP - Report or reporting or reporting point - Riportare o riporto di posizione o punto di riporto
- REQ - Request or requested - Richiesta o richiesto
- RERTE - Reroute - Reinstradamento
- RESA - Runway end safety area - Area di sicurezza di fine pista pista d'atterraggio
- RG - Range - Portata [luci]
- RGCSP - Review of the General Concept of Separation Panel - traduzione non disponibile
- RGL - Runway guard lights - Luci poste a protezione dell'ingresso pista
- RHC - Right-hand circuit - Circuito a destra
- RIF - Reclearance in flight - Riautorizzazione in volo
- RIMS - Ranging and Integrity Monitoring Stations - traduzione non disponibile
- RITE - Right turn - Virata a destra
- RL - Report leaving - Riportare lasciando
- RLA - Relay to - Rilanciare
- RLCE - Request level change in rotta - Richiedere cambio di livello in rotta
- RLLS - Runway lead-in lighting system - Sistema di luci guida alla pista
- RLNA - Request level not available - Livello richiesto non disponibile
- RM - Route Manual - Manuale di rotta
- RMI - Radio Magnetic Indicator - Indicatore Radio Magnetico
- RMAC - Radar minimum altitude chart - Carta delle minime altitudini radar
- RMK - Remark - Osservazione o nota
- RNAV - Area Navigation - Navigazione d'Area
- RNG - Radio range - Radiosentiero
- RNP - Required navigation performance - Prestazione di navigazione
- ROC - Rate of climb - Velocità di salita
- ROD - Rate of descent - Velocità di discesa
- ROFOR - Route forecast - Previsione di rotta [in codice meteorologico aeronautico]
- RON - Receiving only - Sola ricezione
- RPI - Radar position indicator - Indicatore di posizione radar
- RPL - Repetitive flight plan - Piano di volo ripetitivo
- RPLC - Replace or replaced - Sostituire o sostituito
- RPS - Radar position symbol - Simbolo di posizione radar
- RPT - Reporting point - Punto di riporto
- RQMNTS - Requirements - Esigenze, necessità
- RQP - Request flight plan - Richiesta piano di volo [indicatore tipo messaggio]
- RQS - Request supplementary flight plan message - Messaggio di richiesta di piano di volo supplementare
- RR - Report reaching - Riportare raggiungendo
- RSA - Approach semplified radio path - Radiosentiero semplificato di avvicinamento [solo per l'Italia]
- RSC - Rescue sub-centre - Sottocentro soccorso
- RSCD - Runway surface condition - Condizioni superficie pista
- RSP - Responder beacon - Radiofaro risponditore
- RSR - En-route surveillance radar - Radar di sorveglianza in rotta
- RSS - Root Sum Squared - traduzione non disponibile
- R/T - Radio Telephony - Radiotelefonia
- RTCA - Radio Technical Commission for Aeronautics - Commissione tecnica per le radio aeronautiche
- RTD - Delayed - Ritardato [designatore di messaggio]
- RTE - Route - Rotta
- RTF - Radiotelephone - Radiotelefono
- RTG - Radiotelegraph - Radiotegrafo
- RTHL - Runway threshold lights - Luci soglia pista
- RTIL - Runway threshold identification lights - Luci identificazione soglia pista [solo per l'Italia]
- RTN - Return or returned or returning - Ritorno o ritornato o ritornando
- RTS - Return to service - Ritorno alla funzionalità
- RTT - Radioteletypewriter - Radiotelescrivente
- RTZL - Runway touchdown zone lights - Luci della zona di contatto
- RUT - Standard regional route transmitting frequency - Frequenze trasmittenti regionali standard
- RV - Rescue vessel - Nave soccorso
- RVR - Runway visual range - Portata visuale di pista
- RVSM - Reduced Vertical Separation Minima - Minima separazione verticale ridotta
- RW - Rotatory wing - Ala rotante, Elicottero
- RWY - Runway - Pista

## S
- S - South or Southern latitude - Sud o latitudine Sud
- SAAV - Sistema aeroportuale per l'assistenza al volo
- SA - Sand - Sabbia
- SALS - Simple approach lighting system - Sistema di avvicinamento luminoso semplice
- SAM - Surface-to-Air-Missile - Missile terra-aria
- SAN - Sanitary - Sanitario
- SAP - As soon as possible - Appena possibile
- SAR - Search and rescue - Ricerca e soccorso
- SARPS - ICAO Standards and Recommended Practices - Norme e pratiche raccomandate ICAO
- SAT - Saturday - Sabato
- SATCOM - Satellite communication - Comunicazioni satellitari
- SB - Southbound - Verso Sud
- SBA - Space Based Augmentation System - Sistema di potenziamento su base spaziale
- SBAS - Satellite based augmentation system - Sistema di potenziamento basato su satelliti
- SC - Stratocumulus - Stratocumuli
- SCT - Scattered - Sparso. Designatore quantità copertura nuvolosa in ottavi 3-4/8[Meteo]
- SDBY - Stand by - Attendere, rimanete in ascolto, di riserva
- SE - South-East - Sud-Est
- SEA - Sea - Mare
- SEB - South-Eastbound - Verso Sud-Est
- SEC - Seconds - Secondi
- SECN - Section - Sezione
- SECT - Sector - Settore
- SELCAL - Selective calling system - Sistema selettivo di chiamata
- SEP - September - Settembre
- SER - Service or servicing or served - Servizio o assistenza o servito
- SEV - Severe - Forte [usato per precisare il genere di formazione di ghiaccio, turbolenza, interferenze o disturbi statici]
- SFC - Surface - Superficie
- SG - Snow grains - Nevischio
- SGL - Signal - Segnale
- SH - Showers - Acquazzone o rovesci
- SHF - Super high frequency - Frequenza super alta [da 3000 a 30000 MHz]
- SID - Standard instrument departure - Partenza Strumentale Standard
- SIF - Selective identification feature - Dispositivo selettivo per la identificazione
- SIG - Significant - Significativo
- SIGMET - SIGnificant METeorologic information - Informazioni meteorologiche significative d'area
- SIGWX - Significant weather - Tempo significativo
- SIMUL - Simultaneous or simultaneously - Simultaneo o simultaneamente
- SIWL - Single isolated wheel load - Peso per ruota singola isolata
- SKC - Sky clear - Cielo sereno
- SKED - Schedule or scheduled - Regolare [di orari]
- SLP - Speed limiting point - Punto di limite di velocità
- SLW - Slow - Lento
- SMC - Surface movement control - Controllo di movimenti al suolo
- SMR - Surface movement radar - Radar di sorveglianza di aerodromo
- SN - Snow - Neve
- SNA - Servizi di navigazione aerea
- SNOWTAM - Snow NOTAM. - NOTAM riguardante ghiaccio, neve fondente, fango o acqua stagnante derivata da neve, neve fondente o ghiaccio.
- SOC - Start Of Climb - Inizio della salita
- SOIR - Simultaneous Operations on Instrument Runways - Operazioni simultanee su piste strumentali
- SPECI - Aviation selected special weather report - Osservazioni speciali selezionate per l'Aviazione [in codice meteorologico abbreviato]
- SPECIAL - Special meteorological report - Messaggio di osservazioni meteorologiche speciali [in linguaggio chiaro abbreviato]
- SPL - Supplementary flight plan - Piano di volo supplementare [designatore di messaggio]
- SPOC - SAR point of contact - Punto di contatto SAR
- SPOT - Spot wind - Vento all'istante
- SPS - Standard Positioning Service - Servizio di posizionamento standard
- SQ - Squall - Groppo [Meteo]
- SQL - Squall line - Linea di groppo [Meteo]
- SR - Sunrise - Sorgere del sole
- SRA - Surveillance radar approach - Avvicinamento condotto con il radar di sorveglianza
- SRE - Surveillance radar element of precision approach radar system - Elemento radar di sorveglianza del sistema di avvicinamento radar di precisione
- SRG - Short range - Breve raggio [autonomia]
- SRR - Search and rescue region - Zona di ricerca e soccorso
- SRY - Secondary - Secondario
- SS - Sandstorm - Tempesta di sabbia
- SS - Sunset - Tramonto del sole
- SSB - Single sideband - Banda laterale singola
- SSE - South-South-East - Sud-Sud-Est
- SSR - Secondary surveillance radar - Radar secondario di sorveglianza
- SST - Supersonic transport - Trasporto supersonico
- SSW - South-South-West - Sud-Sud-Ovest
- ST - Stratus - Strati [Meteo]
- STA - Straight-in-approach - Avvicinamento diretto
- STAR - Standard instrument arrival - Arrivo strumentale standard
- STD - Standard - Standard
- STF - Stratiform - Stratiforme
- STN - Station - Stazione
- STNR - Stationary - Stazionario
- STOL - Short take-off and landing - Decollo e atterraggio corto
- STS - Status - Status
- STS/HEAD - State Head - Capo di Stato a bordo
- STWL - Stopway light(s) - Luci d'arresto
- SUBJ - Subject to - Soggetto a, subordinato a
- SUN - Sunday - Domenica
- SUP - AIP Supplement - Supplemento AIP
- SUPPS - ICAO Regional supplementary procedures - Procedure regionali supplementari ICAO
- SVC - Service message - Messaggio di servizio
- SVCBL - Serviceable - Efficiente
- SVFR - Special VFR - VFR Speciale [solo per l'Italia]
- SVR - Slant visual range - Portata visuale obliqua [solo per l'Italia]
- SW - South-West - Sud-Ovest
- SWB - South-Westbound - Verso Sud-Ovest
- SWY - Stopway - Zona di arresto

## T
- T - Temperature - Temperatura
- TA - Transition altitude - Altitudine di transizione
- TAA - Terminal Arrival Area o Terminal Arrival Altitude - traduzione non disponibile
- TACAN - UHF Tactical Air Navigation Aid - Radioassistenza UHF per la navigazione tattica
- TAF - Aerodrome forecast - Previsione di aeroporto
- TAIL - Tail wind - Vento in coda
- TAR - Terminal area surveillance radar - Radar di sorveglianza di regione terminale
- TARA - Terminal Area RNAV Applications - Applicazioni RNAV in area terminale
- TA-RA - Traffic Advisory, Resolution Advisory - Avviso e risoluzione di traffico per TCAS
- TAS - True airspeed - Velocità vera dell'aria
- TAX - Taxiing or taxi - Rullaggio o rullare
- TBD - To be defined - Da definire [solo per l'Italia]
- TBT - Terra/Bordo/Terra
- TC - Tropical cyclone - Ciclone tropicale
- TCAS - Traffic Collision and Avoidance System - Sistema di allerta del traffico ed elusione di collisione
- TCU - Towering cumulus - Cumuli accastellati [Meteo]
- TDO - Tornado - Tornado [Meteo]
- TDZ - Touchdown zone - Zona di contatto
- TECR - Technical reason - Motivo, o causa, tecnico
- TEFO - Total Engine Flame Out
- TEL - Telephone - Telefono
- TEMPO - Temporary or temporarily - Temporaneo o temporaneamente
- TEND - Trend forecast - Previsione di tipo tendenza
- TERPS - Standard for Terminal Instrument Procedures - Standard per procedure terminali strumentali
- TF - Track to a Fix - Rotta per un fix
- TFC - Traffic - Traffico
- TGL - Touch and go landing - Atterraggio, toccata, e ridecollare subito dopo senza fermarsi
- TGL - Temporary Guidance Leaflet - traduzione non disponibile
- TGS - Taxiing guidance system - Sistema di guida al rullaggio
- THR - Threshold - Soglia
- THRU - Through - Attraverso
- THU - Thursday - Giovedì
- TIBA - Traffic information broadcast by aircraft - Informazioni di traffico trasmesse dall'aeromobile
- TIL - Until - Fino a
- TIP - Until past - Fin dopo [seguito dal nome di una località]
- TKOF - Take-off - Decollo
- TIT - Turbine Inlet Temperature
- TLC - Telecommunications - Telecomunicazioni
- TLOF - Touchdown and lift-off area - Area di contatto e di distacco
- TLS - Transponder landing system
- TMA - Terminal control area - Regione terminale di controllo
- TNA - Turn altitude - Altitudine di virata
- TNH - Turn height - Altezza di virata
- TO - To - A [seguito dal nome di una località]
- TOC - Top of climb - Limite superiore della salita
- TODA - Take-off distance available - Distanza disponibile per il decollo pista d'atterraggio
- TODAH - Take-off distance available, helicopter - Distanza disponibile per il decollo, elicotteri
- TO/GA - Take-off Go-around - Potenza motori FADEC per decollo o riattaccata
- TOP - Cloud top - Sommità delle nubi
- TOPL - Take Off Performance Limits - Limiti di prestazione al decollo
- TORA - Take-off run available - Corsa disponibile per il decollo pista d'atterraggio
- TOT - 'Turbine Out Temperature
- TP - Turning point - Punto di virata
- TR - Track - Rotta o traccia
- TRA - Temporary reserved air space - Spazio aereo temporaneamente riservato
- TRANS - Transmit or transmitter - Trasmettete o trasmettitore
- TRC - Transition routes chart - Carta delle "rotte di Transizione"
- TREND - Trend-type landing forecast - Previsione di atterraggio di tipo tendenza [solo per l'Italia]
- TRL - Transition level - Livello di transizione
- TROP - Tropopause - Tropopausa
- TRS - Tropical revolving storm - Tempesta tropicale turbinosa
- TRVM - Tropopause/maximum wind chart - Carta della tropopausa e del vento massimo [solo per l'Italia]
- TS - Thunderstorm - Temporale
- TSE - Total System Error - Errore totale di sistema
- TSGR - Thunderstorm with hail - Temporale con grandine
- TSSA - Thunderstorm with duststorm or sandstorm - Temporale con tempesta di polvere e sabbia
- TT - Teletypewriter - Telescrivente
- TTSN - Total Time Since New - Totale ore di volo di un aeromobile
- TUE - Tuesday - Martedì
- TURB - Turbulence - Turbolenza
- T-VASIS - T visual approach slope indicator system - Sistema indicatore di pendenza di avvicinamento a T
- TVOR - Terminal VOR - VOR di terminale
- TWR - Aerodrome control tower or aerodrome control - Torre di controllo dell'aeroporto o controllo di aeroporto
- TWY - Taxiway - Via di rullaggio
- TWYL - Taxiway-link - Collegamento vie di circolazione
- TXT - Text - Testo
- TYP - Type of aircraft - Tipo di aeromobile
- TYPH - Typhoon - Tifone [Meteo]

## U
- U - Upward - Verso l'alto
- UAAV - Unità aeroportuale di assistenza al volo
- UAB - Until advised by... - Finché non sarete avvisati da...
- UAC - Upper Area Control Centre - Centro di controllo dello spazio aereo superiore
- UAR - Upper air route - Rotta aerea superiore
- UAV - Unmanned aerial vehicle -  Aeromobile a pilotaggio remoto
- UCT - Traffic office - Ufficio controllo traffico [solo per l'Italia]
- UDF - Ultra high frequency direction-finding station - radiogoniometro a frequenza ultra alta
- UFN - Until further notice - Fino a nuovo avviso
- UHDT - Unable higher due traffic - Impossibilitato ad approvare quota superiore causa traffico
- UHF - Ultra high frequency - Frequenza ultra alta [da 300 a 3000 MHz]
- UIC - Upper information centre - Centro informazioni di volo dello spazio aereo superiore
- UIR - Upper flight information region - Regione superiore informazioni di volo
- ULD - Unit Load Device - Container Aerei
- ULR - Ultra long range - Raggio ultra lungo
- UNA - Unable - Impossibilitato
- UNAP - Unable to approve - Impossibilitato ad approvare
- UNL - Unlimited - Illimitato
- UNREL - Unreliable  - Non attendibile
- UOC - Authority Operational Office - Ufficio Operativo Circoscrizionale [solo per l'Italia]
- UOP - Authority Operational Peripheral Office - Ufficio Operativo Periferico [solo per l'Italia]
- UPA - Unauthorized Penetration of Airspace - Penetrazione non autorizzata di spazio aereo controllato
- UPS - Uninterruptible Power Supply - Gruppo di continuità
- U/S - Unserviceable - Fuori servizio
- UTA - Upper control area - Regione superiore di controllo
- UTC - Coordinated universal time - Orario universale coordinato

## V
- VA - Volcanic ash - Cenere vulcanica [Meteo]
- VA - Heading to an altitude - Prua per una altitudine
- VAC - Visual approach chart - Carta di avvicinamento a vista
- VAL - In valleys - In vallate
- VAN - Runway control van - Veicolo per controllo pista
- VAR - Magnetic variation - Variazione magnetica
- VASIS - Visual approach slope indicator system - Sistema indicatore visivo dell'angolo di avvicinamento
- VC - Vicinity of the aerodrome - In prossimità dell'aerodromo [seguito dalla sigla del fenomenometeo]
- VCBLDU - Blowing dust in the vicinity of the aerodrome - Polvere trasportata in prossimità dell'aerodromo
- VCBLSA - Blowing sand in the vicinity of the aerodrome - Sabbia trasportata in prossimità dell'aerodromo
- VCBLSN - Blowing snow in the vicinity of the aerodrome - Neve trasportata in prossimità dell'aerodromo
- VCFC - Funnel cloud in the vicinity of the aerodrome - Nube a imbuto in prossimità dell'aerodromo
- VCFG - Fog in the vicinity of the aerodrome - Nebbia in prossimità dell'aerodromo
- VCPO - Dust/Sand whirls in the vicinity of the aerodrome - Mulinelli di sabbia/polvere in prossimità dell'aerodromo
- VCSH - Showers in the vicinity of the aerodrome - Rovesci in prossimità dell'aerodromo
- VCY - Vicinity - In prossimità
- VD - Heading to a DME Distance - Prua per una distanza DME
- VD - Diving Speed - Velocità massima in affondata
- VDF - Very high frequency direction-finding station - radiogoniometro ad altissima frequenza
- VDS - Volo da Diporto o Sportivo
- VEMD - Vehicle Engine Multifunction Display - Schermo digitale multifunzione. Mostra i parametri dei motori dell'aeromobile (Torque, Temperature, Pressure, %N1, etc.), inclusi i malfunzionamenti
- VER - Vertical - Verticale
- VFR - Visual flight rules - Regole di volo a vista
- VFRC - VFR routes chart - Carta delle rotte VFR
- VHF - Very high frequency - Altissima frequenza [da 30 a 300 MHz ]
- Vh - Maximum speed in level flight - massima velocità in volo livellato alla massima potenza continua
- VI - Heading to Intercept - Prua per intercettare
- VIP - Very important person - Persona molto importante
- VIS - Visibility - Visibilità
- VLF - Very low frequency - Frequenza molto bassa [da 3 a 30 kHz
- VLOS - Visual line of sight - Volo a vista - si riferisce ad operazioni con aeromobili a pilotaggio remoto eseguite mantenendo sempre il contatto visivo diretto tra aeromobile e pilota remoto
- VLR - Very long range - Lunghissimo raggio
- VMC - Visual meteorological conditions - Condizioni meteorologiche di volo a vista
- VN - Chart of visibility and cloud layers - Carta della visibilità e degli strati nuvolosi [solo per l'Italia]
- VNAV - Vertical navigation - Navigazione verticale
- VOLMET - Meteorological information for aircraft in flight - Informazioni meteorologiche per aeromobili in volo
- VOR - VHF omnidirectional radio range - Radiosentiero omnidirezionale in VHF
- VORTAC - VOR and TACAN combination - Combinazione VOR/TACAN
- VOT - VOR airborne equipment test facility - Equipaggiamento di bordo per controllo VOR
- VR - Heading to a VOR Radial - Prua per una radiale VOR
- VRB - Variable - Variabile
- VRP - Visual Reference Point - Punto di Riporto
- VSA - By visual reference to the ground - Con riferimento visivo al suolo
- VSP - Vertical speed - Velocità ascensoniale
- VTOL - Vertical take-off and landing - Decollo e atterraggio verticale

## W
- W - West or western longitude - Ovest o longitudine Ovest
- W - White - Bianco
- WAAS - Wide Area Augmentation System - Sistema di incremento ad area larga
- WAC - World Aeronautical ICAO Chart - Carta aeronautica del mondo ICAO [scala 1:1.000.000 / 1:500.000]
- WAFC - World area forecast centre - Centro per le previsioni mondiali
- WB - Westbound - Verso Ovest
- WBAR - Wing bar lights - Luci d'ala o luci di posizione
- WCA - Wind Correction Angle - Angolo di correzione del vento, deriva
- WDI - Wind direction indicator - Indicatore della direzione del vento
- WDSPR - Widespread - Esteso [Meteo]
- WED - Wednesday - Mercoledì
- WEF - With effect from... or effective from... - Con effetto da... o effettivo da...
- WGS-84 - World Geodetic System del 1984 - Sistema Geodetico Mondiale of 1984
- WI - Within - Entro
- WID - Width - Larghezza
- WIE - With immediate effect or effective immediately - Con effetto immediato o immediatamente effettivo
- WILCO - Will comply - Eseguirò
- WIND - Wind - Vento
- WINTEM - Forecast upper wind and temperature for aviation - Previsioni dei venti in alta quota e della temperatura per l'aviazione
- WIP - Work in progress - Lavori in corso
- WKD - Weekdays - Giorni feriali [da lunedì a sabato]
- WKN - Weaken or weakening - Attenuato o in attenuazione
- WNW - West-North-West - Ovest-Nord-Ovest
- WO - Without - Senza
- WPT - Way-point - Punto di istradamento
- WRNG - Warning - Avviso
- WS - Wind shear - Rapida variazione di intensità e direzione del vento vicino al suolo [Meteo]
- WSPD - Wind speed - Velocità del vento
- WSW - West-South-West - Ovest-Sud-Ovest
- WT - Weight - Peso
- WTSPT - Waterspout - Tromba marina
- WX - Weather - Tempo meteorologico
- WXR - Weather radar - Radar meteorologico [solo per l'Italia]

## X
- X - Cross - Attraversare
- XBAR - Crossbar - Barra trasversale [del sistema luminoso di avvicinamento]
- XNG - Crossing - Attraversando
- XS - Atmospherics - Atmosferico [Meteo]
- XTT - Across track tolerance - Tolleranza della rotta di attraversamento

## Y
- Y - Yellow - Giallo
- YCZ - Yellow caution zone - Zona gialla di precauzione
- YD - Yaw Damper - Smorzatore di imbardata
- YR - Your - Vostro

## Z
- Z - Coordinated Universal Time - Orario universale coordinato [nei messaggi aeronautici]
- ZFW - Zero-fuel weight - peso totale dell'aereo e di tutto il suo contenuto, meno il peso totale del carburante utilizzabile a bordo. Il carburante inutilizzabile è incluso in ZFW